# مروان بن محمد
أبُو عَبد المَلِك مَروان الثَّاني بن مُحَمَّد بن مَروان الأوَّل بن الحَكَم بن أبي العاص الأُمَويُّ القُرشيُّ (72 - 28 ذي الحجة 132هـ / 692 - 6 أغسطس 750م)، هو آخر خلفاء الدولة الأموية في دمشق في الفترة بين عامي (127 هـ - 132 هـ)، تولى الخلافة بعد حفيد عمه إبراهيم بن الوليد بن عبد الملك الذي تنازل عن الخلافة له، وكان مروان شجاعاً بطلاً لا يفتر عن محاربة الخوارج حتى ضُرب فيه المثل في الشدة فقيل «أصبر في الحرب من حمار» قال عنه الذهبي: «كان مروان بطلاً، شُجاعاً، داهيةً، رَزِيناً، جَباراً، يصل السير بالسرى، ولا يجف له لبد، دوخ الخوارج بالجزيرة، وكان أبيض، ضخم الهامة، شديد الشُهلة، كث اللحية، أبيضها ربعة، مهيباً، شديد الوطأة، أديباً، بليغاً، له رسائل تُؤثر، ومع كمال أدواته لم يرزق سعادةً، بل اضطربت الأُمور، وولت دولتهم».
ولد في الجزيرة الفراتية عام 72 هـ في خلافة عمه عبد الملك بن مروان وكان أبوه حينها أميراً على الجزيرة من طرف أخيه عبد الملك، وكان مروان مشهوراً بالفروسية، والإقدام، والشجاعة، وقد ولي الأعمال والولايات قبل توليه الخلافة، فولاه ابن عمه هشام بن عبد الملك على أرمينية وأذربيجان والجزيرة عام 114 هـ فغزا بلاد الروم وفتح فتوحاتٍ كبيرة. ولم يزل أميراً على هذه الأعمال حتى قُتَل الخليفة الوليد بن يزيد وتولى الخلافة يزيد بن الوليد، فدعا مروان إلى بيعة من رضيه المسلمون، فبايعه الناس، ومالبث يزيد بن الوليد إلا أن مات وولي بعده أخوه إبراهيم بن الوليد، فأنفق مروان الخزائن، وسار بجيشٍ كبير إلى دمشق وحارب إبراهيم وهزمه، وبُوَيع له بالخلافة في شهر صفر عام 127 هـ ولم يتم له الأمر لكثرة من خرج عليه في كل جانب، ولكن الخطر الأكبر جائه من خراسان من بني العباس، وحدثت بين الطرفين وقائع كثيرة حتى سار مروان إليهم بجيشٍ كبير وألتقى الطرفين في معركة الزاب عام 132 هـ فأنكسر مروان ورجع إلى الشام، فتبعه العباسيون، ففر إلى مصر، فتبعوه وقتلوه بقرية بوصير في ذي الحجة من نفس السنة وبموته سقطت الدولة الأموية في الشام.

## نسبه
هو مروان الثاني بن مُحَمد بن مروان الأول بن الحكم بن أبي العاص بن أمية بن عبد شمس بن عبد مناف بن قصي بن كلاب بن مرة بن كعب بن لؤي بن غالب بن فهر بن مالك بن النضر بن كنانة بن خزيمة بن مدركة بن إلياس بن مضر بن نزار بن معد بن عدنان الأموي القرشي يُكَنى بأبي عبد الملك.

## ولايته على أرمينية وأذربيجان والجزيرة
قال خليفة بن خياط: عزل هشام بن عبد الملك أخاه مسلمة بن عبد الملك عن أرمينية وأذربيجان والجزيرة وولاها ابن عمه مروان بن مُحَمد بن مروان الأموي في شهر محرم سنة 114 هـ ، فسار مروان حتى جاوز نهر الرم فقتل وسبى وأغار على الصقالبة.
وفي سنة 117 هـ بعث مروان بن مُحَمد جيشين إلى جبل القبق فافتتح أحد الجيشين ثلاثة حصون من الات وحاصر الجيش الأخر تومان شاه، فنزل تومان شاه على حكم مروان بن مُحَمد، فبعث به مروان إلى هشام بن عبد الملك في دمشق، فرده هشام إلى مروان فأعاده مروان على مملكته. وفي سنة 118 هـ غزا مروان من أرمينية ودخل أرض ورتنيس من ثلاثة أبواب فهرب ورتنيس إلى الخزر وترك القلعة، فنصب مروان عليها المجانيق، فقتل أهل خرين ورتنيس وبعثوا برأسه إلى مروان، فنصب مروان رأس ورتنيس لأهل القلعة فنزلوا على حكم مروان، فقتل المقاتلة وسبى الذرية. وغزا مروان في سنة 119 هـ السائحة فدخل باب الان ومر بأرض الان كلها حتى خرج منها إلى بلاد الخزر، ومر ببلنجر وسمندر حتى انتهى إلى البيضاء المدينة التي يكون فيها خاقان، فهرب منه خاقان. وغزا في سنة 121 هـ قلعة بيت السرير فقتل وسبى ثم أتى قلعة ثانية فقتل وسبى أيضاً، ودخل غومسك وهو حصن فيه بيت الملك يكون فيه سرير الذهب، فأقام مروان عليه محاصراً شتاءً وصيفاً حتى صالحه الملك، ثم سار مروان ودخل أرض تومان فصالحه تومان، فسار إلى أرض زروبكزان فصالحه ملكها أيضاً، ثم أتى مروان خمرين فأبى ملكها المصالحة فحاربه مروان وخرب بلاده حتى سأله ملك خمرين الصلح فصالحه، ثم سار مروان إلى أرض مسدار فافتتحها صلحاً، ثم نزل أرض كيران فصالحه أهل طبرستان وفيلان.
قال ابن كثير الدمشقي: «فَتَحَ مروان بن مُحَمد بِلَاداَ كَثِيرَةً وَحُصُونًا مُتَعَدِّدَةً فِي سِنِينَ كَثِيرَةٍ، وَكَانَ لَا يُفَارِقُ الْغَزْوَ في سبيل الله، وقَاتَلَ طَوَائِفَ مِنَ النَّاسِ وَالتَّرْكِ وَالْخَزَرِ وَاللَّانِ وَغَيْرِهِمْ، فَكَسَرَهُمْ وَقَهَرَهُمْ، وَقَدْ كَانَ شُجَاعًا، بَطَلًا مِقْدَامًا، حَازِمَ الرَّأْيِ».

## خلافه مع يزيد وإبراهيم ابني الوليد بن عبد الملك
ظل مروان بن مُحَمد أميراً على أرمينية وأذربيجان والجزيرة طيلت أيام الخليفة هشام بن عبد الملك، فلما مات هشام ولي الأمر بعده الوليد بن يزيد بن عبد الملك فأقر مروان على ولايته، فثأر يزيد بن الوليد بن عبد الملك وأخوه إبراهيم بن الوليد على الخليفة الوليد بن يزيد وخلعوه، فأرسل مروان بن مُحَمد إلى يزيد وإبراهيم يحذرهما الفتنة، ويُخَوفهم خروج المُلك عنهم، ولكن يزيد بن الوليد لم يلتفت إليه ومضى إلى دمشق وحاصر الخليفة الوليد وقتله وذلك في عام 126 هـ ولم يُبَايع مَروان له وسماه بيزيد الناقص.
وولى يزيد بن الوليد عبد الله بن عُمَر بن عبد العزيز الأموي على العراق فوجه مروان بن مُحَمد إليه جيشاً عليه يزيد بن عُمَر بن هُبَيرة الفزاري وأقتتلوا عند مدينة واسط فظفر به ابن هُبَيرة وأخذه أسيراً ووجه إلى مروان بن مُحَمد واستولى على العراق، ولم يلبث يزيد بن الوليد إلا ستة أشهر فقط حتى مات ولم يتم له الأمر وولي بعده أخوه إبراهيم بن الوليد. قال البلاذري: «كان مروان بن مُحَمد حين قُتَل الوليد قدم الجزيرة فدعا إليه نفسه سراً، وسمى الوليد بالخليفة المظلوم، وأخذ يطلب بدمه وقال: إنما قتله قدرية غيلانية، فبايعه خلق من أهل الجزيرة، وقال مروان: أمري شبيه بأمر معاوية حين طلب بدم الخليفة المظلوم عثمان» ثم جمع مروان جيشاً كبيراً بعد إستيلاه على العراق وسار بهم إلى الشام، فوجه إليه إبراهيم بن الوليد جيشاً وجعل عليه أخويه بشر بن الوليد ومسرور بن الوليد فأسرهما مروان، وفض عسكرهما، ثم وجه إليه إبراهيم جيشاً اخراً وعليه سليمان بن هشام بن عبد الملك فألتقوا عند قرية عين الجر من أعمال بعلبك وذلك في شهر صفر سنة سبعٍ وعشرين ومائة وأقتتلوا قتالاً شديداً، فانهزم سليمان وهرب، وكتب مروان إلى وجوه أهل دمشق كتباً يدعوهم فيه إلى طاعته ويعدهم الوفاء والإحسان، فانتفض أهل دمشق على إبراهيم، ونزل مروان في غوطة دمشق، فخرج إليه خلق كثير من أهلها وبايعوه بالخلافة.
ولما بُويع مروان بالخلافة بالغوطة، وقوي أمره، وضعف أمر إبراهيم بن الوليد، هرب من دار الإمارة وأستخفى حتى أُخذ لهم الأمان من مروان بن مُحَمد، فكان في طاعة مروان وخُلع من الخلافة، فلذلك يُعرف بالمخلوع، وبقي حياً حتى قتله عبد الله بن علي العباسي سنة 132 هـ مع من قتل من بني أمية، وكانت أيامه أربعة أشهر وقيل ثلاثة أشهر وقيل أربعين يوماً فقط ولم يتم له الأمر قال جلال الدين السيوطي: «مكث إبراهيم في الخلافة سبعين ليلة، ثم خلع، خرج عليه مروان بن محمد وبويع، فهرب إبراهيم، ثم جاء وخلع نفسه من الأمر، وسلمه إلى مروان، وبايع طائعًا».

## تولي الخلافة

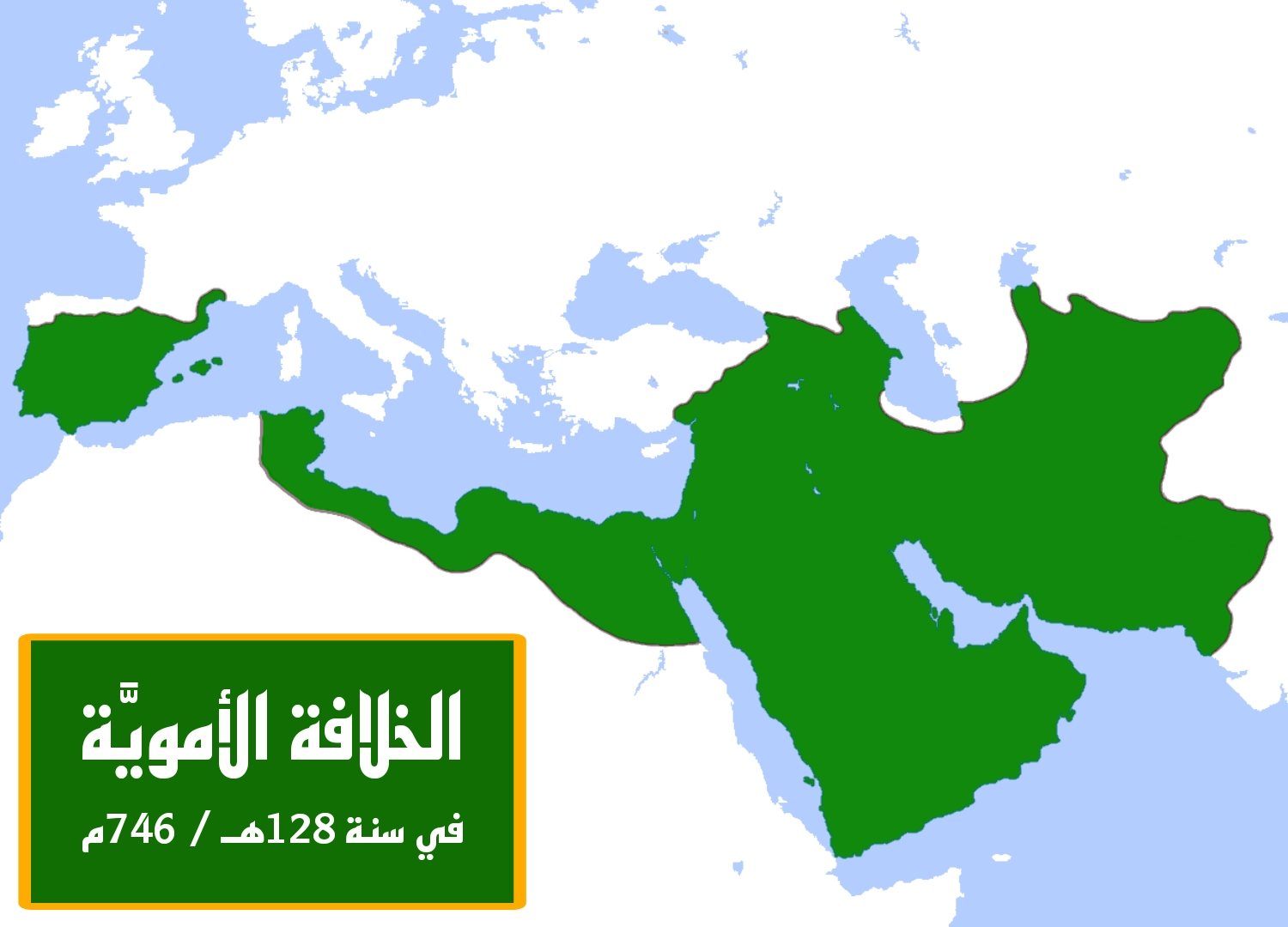
خريطة الخلافة الأمويَّة في عهد مروان بن محمد.

قبل توليه الخلافة، كان والياً على إقليم أرمينيا وأذربيجان. وقد أظهر كفاءة وقدرة في إدارة شؤون ولايته، فرد غارات الترك والخزر على حدود ولايته بعد معارك كبيرة.
كذلك يعد له الفضل في اخماد ثورات الأتراك والخزر والكرج في منطقة القوقاز وأرمينيا.
وكان له الفضل في ترسيخ الإسلام في تلك المناطق.
عندما تولى مروان الخلافة كان يميل إلى القبائل القيسية على اليمانية في الشام، مما سبب الانشقاق في جيشة ودولتة وخاض حروبا ضد أبناء عمومته من البيت الاموي المتحالفين مع القبائل اليمانية، حيث نقل مروان عاصمة الخلافة من دمشق إلى حران، وكانت اليمانية لا تميل لمروان بسبب قتله لزعماء منهم وميله لخصومهم القيسية، مما أضعف دولته كثيرًا في مجابهة دولة بني العباس الصاعدة.
عندما كان مروان والياً على أرمينيا وأذربيجان نقم على يزيد بن الوليد في قتله الوليد بن يزيد، وأقبل مروان بجيوشه يطلب دم الوليد، فلما انتهى إلى حران تصالح مع رسل يزيد بن الوليد وبايعه، ولم يلبث إلا قليلًا حتى بلغه موت يزيد، فأقبل في أهل الجزيرة حتى وصل قنسرين فحاصر أهلها فنزلوا على طاعته، ثم أقبل إلى حمص وكان يحاصرها عبد العزيز بن الحجاج بن عبد الملك الذي أرسله الخليفة الجديد إبراهيم بن الوليد فحاصرهم حتى يبايعوا لإبراهيم بن الوليد، وأصروا على عدم بيعته، فلما بلغ عبد العزيز قرب مروان بن محمد رحل عنها، وقدم مروان إليها فبايعوه وساروا معه قاصدين دمشق، ومعهم جند الجزيرة وقنسرين، كلهم في ثمانين ألف مقاتل، وقد بعث إبراهيم بن الوليد أبن عمه سليمان بن هشام بن عبد الملك في مائة وعشرين ألف مقاتل، فالتقى الجيشان عند عين الجر من البقاع، فدعاهم مروان إلى الكف عن القتال وأن يطلقوا ابني الوليد بن يزيد الخليفة المقتول وهما الحكم وعثمان اللذان قد أخذ العهد لهما بالخلافة، وكان يزيد قد سجنهما بدمشق، لكن سليمان ومن معه أبوا عليه ذلك، فاقتتلوا قتالًا شديدًا من حين ارتفاع النهار إلى العصر، وبعث مروان سرية تأتي جيش ابن هشام من ورائهم، فتم لهم ما أرادوه، وأقبلوا من ورائهم يكبرون، وحمل الآخرون عليهم، فكانت الهزيمة في أصحاب سليمان، واستبيح عسكرهم، فقتل منهم أهل حمص خلقًا كثيرًا، بينما أهل قنسرين والجزيرة كفو عنهم، وكان مقدار ما قتل من أهل دمشق سبعة عشر ألفًا وأسر منهم مثلهم، فأخذ عليهم مروان البيعة للغلامين ابني الوليد، الحكم وعثمان، وأطلقهم كلهم سوى رجلين، وهما: يزيد بن العقار الكلبي والوليد بن مصاد الكلبي، فضربهما بين يديه بالسياط وحبسهما فماتا في السجن، لأنهما كانا ممن باشر قتل الوليد بن يزيد حين قتل.
وأما سليمان ومن معه أنهزموا إلى بدمشق، فأخبروا الخليفة إبراهيم بن الوليد، فاجتمع معهم رؤس الأمراء في ذلك الوقت وهم: عبد العزيز بن الحجاج، ويزيد بن خالد بن عبد الله القسري، وأبو علاقة السكسكي، والأصبغ بن ذؤالة الكلبي، وغيرهم، وأتفقوا على قتل ابني الوليد: الحكم وعثمان، خشية أن يلي الخلافة أحد منهم فيقتل من قتل أباهم الوليد، فبعثوا إليهما يزيد بن خالد بن عبد الله القسري، فعمد إلى السجن وفيه الحكم وعثمان ابنا الوليد وقد بلغا، فشدخها بالعمود، وقتل معهم في السجن يوسف بن عمر الثقفي - الوالي السابق لهشام والوليد على العراق - وكان في سجنهما أيضا أبو محمد السفياني فهرب فدخل في بيت داخل السجن وجعل وراء الباب ردمًا، فحاصروه فامتنع، فأتوا بنار ليحرقوا الباب، لكنهم انشغلوا بقدوم مروان إلى دمشق.
لما أقبل مروان واقترب من دمشق، هرب إبراهيم بن الوليد، وذهب سليمان بن هشام إلى بيت المال وأنفق ما فيه على من اتبعه من الجيوش، وسار موالي الوليد بن يزيد إلى دار عبد العزيز بن الحجاج فقتلوه فيها، وانتهبوها ونبشوا قبر يزيد بن الوليد وصلبوه على باب الجابية، ودخل مروان بن محمد دمشق، وأتي بالغلامين الحكم وعثمان مقتولان وكذلك يوسف بن عمر فدفنوهم، وأتي بأبي محمد السفياني وهو في الأغلال فسلم على مروان بالخلافة فقال مروان: مه؟؟، فقال السفياني: إن هذين الغلامين جعلاها لك من بعدهما - يقصد الخلافة - .
ثم أنشد قصيدة قالها الحكم في السجن وهي طويلة منها قوله:
ثم قال أبو محمد السفياني لمروان: ابسط يدك، فكان أول من بايعه بالخلافة، ثم معاوية بن يزيد بن الحصين بن نمير السكوني ثم بايعه رؤس أهل الشام من أهل دمشق وحمص وغيرهم، ثم قال لهم مروان: اختاروا أمراء نوليهم عليكم، فاختار أهل كل بلد أميرا فولاه عليهم، فعلى دمشق: زامل بن عمرو الجبراني، وعلى حمص: عبد الله بن شجرة الكندي، وعلى الأردن: الوليد بن معاوية بن مروان، وعلى فلسطين: ثابت بن نعيم الجذامي، ولما استوت الشام لمروان بن محمد رجع إلى حران وعند ذلك طلب منه إبراهيم بن الوليد الذي كان خليفة وابن عمه سليمان بن هشام الأمان فأمنهما، وقدم عليه سليمان بن هشام في أهل تدمر فبايعوه، ثم لما استقر مروان في حران أقام فيها ثلاثة أشهر فانتقض عليه ما كان انبرم له من مبايعة أهل الشام، فنقض أهل حمص وغيرهم.

## انتقاض أهل حمص
وكان سبب ذلك أن مروان لما عاد إلى حران بعد فراغه من أهل الشام أقام ثلاثة أشهر فانتقض عليه أهل حمص وكان الذي دعاهم إلى ذلك ثابت ابن نعيم وراسلهم وأرسل أهل حمص إلى من بتدمر من بنو كلب فأتاهم الأصبغ بن ذؤالة الكلبي وأولاده ومعاوية السككي وكان فارس أهل الشام وغيرهما في نحو من ألف من فرسانهم فدخلوا ليلة الفطر، فجد مروان في السير إليهم ومعه الخليفة المخلوع إبراهيم بن الوليد وسليمان بن هشام وكان قد آمنهما وأكرمهمها، فبلغ مروان حمص، وقد سد أهلها أبوابها فأحدق بالمدينة ووقف بإزاء باب من أبوابها فنادى مناديه الذين عند الباب: ما دعاكم إلى النكث، قالوا إنا على طاعتك لم ننكث.
قال: فافتحوا الباب.
ففتحوا الباب فدخله عمر بن الوضاح في الوضاحية وهم نحو من ثلاثة آلاف فقاتلهم من في البلد فكثرتهم خيل مروان فخرج بها من بها من باب تدمر فقاتلهم من عليه من أصحاب مروان فقتل عامة من خرج منه وأفلت الأصبع بن ذؤالة وابنه فرافصة وقتل مروان جماعةً من أسرائهم واصاب خمسائة من القتلى وهدم من سور المدينة.

## خلاف أهل الغوطة
خالف أهل الغوطة وولوا عليهم يزيد بن خالد القسري وحاصروا دمشق وأميرها زامل بن عمرو، فوجه إليهم مروان من حمص أبو الورد مجزأة بن الكوثر بن زفر بن الحارث الكلابي وعمر بن الوضاح في عشرة آلاف فلما دنوا من المدينة حملوا عليهم وخرج عليهم من بالمدينة فانهزموا واستباح جيش مروان عسكرهم وأحرقوا المزة وبعض قرى اليمانية، واستجار يزيد بن خالد القسري وأبو علاقة الكلبي برجل من أهل المزة من لخم، فدل عليهم زامل بن عمرو فقتلهما وبعث برأسيهما إلى مروان وهو بحمص.

## خلاف أهل فلسطين
خرج ثابت بن نعيم بعد أهل حمص والغوطة وكان خروجه في أهل فلسطين وانتقض على مروان وأتى طبرية فحاصرها وعليها الوليد بن معاوية بن مروان بن الحكم، فقاتله أهلها أيامًا.
فكتب مروان بن محمد إلى أبي الورد يأمره بالمسير إليهم فما قرب منهم خرج أهل طبرية على ثابت فهزموه واستباحوا عسكره وانصرف إلى فلسطين منهزمًا وتبعه أبو الورد فالتقوا واقتتلوا فهزمه أبو الرود ثانية وتفرق عنه أصحابه، وأسر أبو الورد ثلاثة من أولاد ثابت فبعث بهم إلى مروان وهم جرحى فأمر بمداواتهم، ثم كتب أمير المؤمنين مروان إلى نائب فلسطين وهو الرماحس بن عبد العزيز الكناني يأمره بطلب ثابت بن نعيم حيث كان، فما زال يتلطف به حتى أخذه أسيرا، فبعثه إلى مروان وأمر بقطع يديه ورجليه، وكذلك جماعة كانوا معه، وبعث بهم إلى دمشق فأقيموا على باب مسجدها، لأن أهل دمشق كانوا قد أرجفوا بأن ثابت بن نعيم ذهب إلى مصر فتغلب عليها وقتل نائب مروان فيها، فأرسل إليهم مقطع اليدين والرجلين ليعرفوا بطلان ما كانوا به أرجفوا، وأقام مروان بدير أيوب مدة حتى بايع لابنه عبد الله ثم عبيد الله بولاية العهد وزوجهما ابنتي هشام بن عبد الملك، وهما: أم هشام وعائشة، وكان مجمعًا حافلًا وعقدًا هائلًا، ومبايعةً عامةً، ولكن لم تكن في نفس الأمر تامة.
ثم ذهب مروان إلى دمشق، وأمر بثابت وأصحابه أن يصلبوا على أبواب البلد، ولم يستبق منهم أحد إلا واحدًا وهو: عمر بن الحارث الكلبي، وكان عنده فيما زعم علم بودائع كان ثابت بن نعيم أودعها عند أقوام.

## فتح تدمر
كان مروان في دير أيوب فبايع لابنيه عبيد الله وعبد الله وزوجهما ابنتي هشام بن عبد الملك واستقام له الشام ما عدا تدمر فسار إليها فنزل القسطل وبينه وبين تدمر أيام وكانوا قد عوروا المياه فاستعمل القرب والإبل، فكلمه الأبرش بن الوليد الكلبي - كان الأبرش كاتب هشام بن عبد الملك الخليفة الأسبق - وكان أهل تدمر قومه من بنو كلب فسأله أن يرسله إليهم أولا ليثنيهم عن الثورة، فبعث عمرو بن الوليد أخو الأبرش، فلما قدم عليهم لم يسمعوا له فرجع، فهمَّ مروان أن يبعث الجنود، فسأله الأبرش أن يذهب لهم بنفسه فأرسله، فلما قدم عليهم الأبرش استمالهم إلى الطاعة، فأجابه أكثرهم وامتنع بعضهم، وهرب نفر منهم إلى البرية ممن لم يثق بمروان ورجع الأبرش إلى مروان ومعه من أطاع بعد أن هدم سورها.

## خلع سليمان بن هشام لمروان
كان مروان قد أرسل يزيد بن عمر بن هبيرة إلى العراق لقتال الضحاك الخارجي وضرب على أهل الشام بعثًا وأمرهم باللحاق بيزيد وسار مروان إلى الرصافة فاستأذنه سليمان بن هشام لقيم أيامًا ليقوى من معه ويستريح ظهره.
فأذن له وتقدم مروان إلى قرقيسيا وبها ابن هبيرة ليرسله إلى الضحاك فرجع عشرة آلاف مقاتل ممن كانوا مع مروان لقتال الضحاك، فأقاموا بالرصافة ودعوا سليمان إلى خلع مروان فأجابهم.
وقالوا له: أنت أرضى عند الناس من مروان وأولى بالخلافة.
فأجابهم إلى ذلك وسار بإخوته ومواليه معهم فعسكر بقنسرين وكاتب أهل الشام فاتوه من كل وجه وبلغ الخبر مروان فرجع إليهم من قرقيسيا وكتب إلى ابن هبيرة يأمره بالمقام واجتاز مروان في رجوعه بحصن الكامل وفيه جماعة من موالي سليمان وأولاد هشام فتحصنوا منه فأرسل إليهم: إني أحذركم أن تعرضوا لأحد ممن يتبعني من جندي بأذى فإن فعلتم فلا أمان لكم عندي.
فأرسلوا إليه: إنا نستكف.
ومضى مروان فجعلوا يغيرون على من يتبعه من أخريات الناس وبلغه ذلك فتغيظ عليهم.
واجتمع إلى سليمان نحو من سبعين ألفًا من أهل الشام والذكوانية وغيرهم وعسكر بقرية خساف من أرض قنسرين وأتاه مروان فواقعه عند وصوله فاشتد بينهم القتال وانهزم سليمان ومن معه وأتبعتهم خيل مروان تقتل وتأسر واستباحوا معسكرهم ووقف مروان موقفًا ووقف ابناه موقفين ووقف كوثر صاحب شرطته موقفًا وأمرهم أن لا يؤتوا بأسير إلا قتلوه إلا عبدًا مملوكًا.
وقتل في المعركة إبراهيم بن سليمان وأكثر ولده وخالد بن هشام المخزومي خال هشام ابن عبد الملك وادعى كثير من الأسرى للجند أنهم عبيد فكف عن قتلهم وأمر ببيعهم.
ومضى سليمان حتى أنتهى إلى حمص وانضم إليه من أفلت ممن كان معه فعسكر بها وبنى ما كان مروان أمر بهدمه من حيطانهم.
وسار مروان إلى حصن الكامل حنقًا على من فيه فحصرهم وأنزلهم على حكمه فمثل بهم وأخذهم أهل الرقة فداووا جراحاتهم فهلك بعضهم وبقي أكثرهم وكانت عدتهم نحوًا من ثلاثمائة.
ثم سار إلى سليمان ومن معه فقال بعضهم لبعض: حتى متى ننهزم من مروان فتبايع سبعمائة من فرسانهم على الموت وساروا بأجمعهم مجمعين على أن يبيتوه إن أصابوا منه غرة.
وبلغه خبرهم فتحرز منهم وزحف إليهم في الخنادق على احتراس وتعبية فلم يمكنهم أن يتبعوه فكمنوا في زيتون على طريقه فخرجوا عليه وهو يسير على تعبية فوضعوا السلاح فيمن معه وانتدب لهم ونادى خيوله فرجعت إليه فتقاتلوا حتى ارتفاع النهار إلى بعد العصر وانهزم أصحاب سليمان وقتل منهم نحو من ستة آلاف فلما بلغ سليمان هزيمتهم خلف أخاه سعيد بن هشام بحمص إلى تدمر فأقام بها ونزل مروان على حمص فحصر أهلها عشرة أشهر ونصب عليهم نيفًا وثمانين منجنيقًا يرميهم بها الليل والنهار وهم يخرجون إليه كل يوم فيقاتلونه وربما بيتوا نواحي عسكره.
فلما تتابع عليهم البلاء طلبوا الأمان على أن يمكنوه من سعيد بن هشام وابنيه عثمان ومروان ومن رجل كان يسمى السكسي كان يغير على عسكره ومن رجل حبشي كان يشتم مروان وكان يشد في ذكره ذكر حمار ثم يقول: يا بني سليم يا أولاد كذا وكذا هذا لواؤكم.
فأجابهم إلى ذلك فاستوثق من سعيد وابنيه وقتل السكسكي وسلم الحبشي إلى بني سليم فقطعوا ذكره وأنفه ومثلوا به.
فلما فرغ من حمص سار نحو الضحاك الخارجي.

## الحرب الطويلة مع الخوارج
شبت ثورة عارمة قادها عبد الله بن معاوية من أحفاد جعفر بن أبي طالب في العراق بين سنتي (127 هـ - 129 هـ = 744 - 746م)، كما اشتعلت في الوقت نفسه ثورة للخوارج بقيادة الضحاك بن قيس الشيباني في العراق وقويت هذه الفتنة بانضمام بعض أبناء البيت الأموي، وهدّدت سلطة الخلافة بكثرة أتباعها.
قبل أن ينتهي مروان من القضاء على ثورة الضحاك بن قيس وخلفائه من الخوارج في العراق والجزيرة الفراتية، شبت ثورة الخوارج في جنوب الجزيرة العربية بقيادة أبي حمزة الخارجي سنة (128 هـ = 745م) وبدأت من حضرموت ثم زحفت إلى مكة والمدينة، واستولت عليها، مهددة أمن الخلافة الأموية نفسها، فاضطر مروان على الرغم من الأخطار المحدقة به أن يرسل جيشا بقيادة القائد المحنك عبد الملك بن محمد بن عطية السعدي للقاء الخوارج، فتقابل الفريقان في وادي القرى، وانتهت المعركة بهزيمة الخوارج وقتل قائدهم، وأسترد الجيش الحجاز، وواصل حتى اليمن وقضى على ثورات الخوارج فيها.
إلا أن ثورة الخوارج الأشد كانت بقيادة الضحاك بن قيس الشيباني، حيث اجتاز الضحاك الموصل وقتل نائبها، وبلغ ذلك مروان وهو يحاصر حمص، فكتب إلى ابنه عبد الله بن مروان - وكان الضحاك قد التف عليه مائة ألف وعشرون ألفا، فحاصروا نصيبين - وساق مروان في طلبه فالتقيا هنالك، فاقتتلا قتالا شديدا فقتل الضحاك في المعركة وحجز الليل بين الفريقين.
واستخلف الضحاك على جيشه من بعده رجلا يقال له: الخيبري، فالتف عليه بقية جيش الضحاك، والتف مع الخبيري سليمان بن هشام بن عبد الملك وأهل بيته ومواليه والجيش الذي كان بايعه في على الخلافة قبل أن يهزمهم مروان، فلما أصبحوا اقتتلوا مع مروان، فحمل الخبيري في أربعمائة من شجعان أصحابه على مروان، وهو في القلب، فكرَّ منهزما واتبعوه حتى أخرجوه من الجيش، ودخلوا عسكره وجلس الخبيري على فرشه، وميمنة مروان ثابتة وعليها ابنه عبد الله، وميسرته ثابتة وعليها اسحاق بن مسلم العقيلي، ولما رأى عبيد وخدم مروان العسكر قليل مع الخبيري، وأن ميمنة وميسرة جيشهم باقيتان، طمعوا فيه فأقبلوا إليه بعمد الخيام فقتلوه بها، وبلغ قتله مروان وقد سار عن الجيش نحوا من خمسة أميال، فرجع وانهزم أصحاب الضحاك، وقد ولوا عليهم شيبان بن عبد العزيز اليشكري، فقصدهم مروان بعد ذلك بمكان يقال له الكراديس فهزمهم.
ثم اجتمعت الخوارج على شيبان بن عبد العزيز، فأشار عليهم سليمان بن هشام أن يتحصنوا بالموصل ويجعلوها منزلا لهم، فتحولوا إليها وتبعهم مروان بن محمد أمير المؤمنين، فعسكروا بظاهرها وخندقوا عليهم مما يلي جيش مروان، وقد خندق مروان على جيشه من ناحيتهم، وأقام سنة يحاصرهم ويقتتلون في كل يوم بكرة وعشية، وأسر مروان بابن أخ لسليمان بن هشام، يدعى أمية بن معاوية بن هشام، فأمر بقطع يداه ثم ضرب عنقه، وعمه سليمان والجيش ينظرون إليه، وكتب مروان إلى نائبه بالعراق يزيد بن عمر بن هبيرة يأمره بقتال الخوارج الذين في بلاده، فظفر بهم ابن هبيرة، وأبادهم، وأخذ الكوفة من أيدي الخوارج وكان عليها المثنى بن عمران العائذي، وكتب مروان إلى ابن هبيرة لما فرغ من الخوارج أن يمده بعامر بن ضبارة وكان عامر من الشجعان الفتاك، فبعثه له في سبعة آلاف، فأرسلت إليه الخوارج سرية في أربعة آلاف فاعترضوه في الطريق فهزمهم ابن ضبارة وقتل أميرهم الجون بن كلاب الشيباني، وأقبل نحو الموصل، ورجع فل الخوارج إليهم، فأشار سليمان بن هشام عليهم أن يرتحلوا عن الموصل، فلا يمكنهم الإقامة بها، ومروان من أمامهم وابن ضبارة من ورائهم، وقطع عنهم المدد ولا يجدوا شيئا يأكلونه، فارتحلوا إلى حلوان ثم إلى الأهواز، فأرسل مروان ابن ضبارة في آثارهم في ثلاثة ألاف، فأتبعهم يقتل من تخلف منهم، ومازال وراءهم حتى فرق شملهم، وهلك أميرهم شيبان بن عبد العزيز اليشكري بالأهواز، قتله خالد بن مسعود بن جعفر بن خيلد الأزدي، وركب سليمان بن هشام في مواليه وأهل بيته السفن، وساروا إلى السند، ورجع مروان من الموصل فأقام بمنزله بحران.

## ثورة العباسيين
عندما طلب الإمام إبراهيم بأن يظهر أبو مسلم الخراساني الدعوة العباسية علانية في خراسان، دخل أبو مسلم خراسان في أول يوم من رمضان فرفع الكتاب إلى سليمان بن كثير الخزاعي وفيه أن أظهر دعوتك ولا تتربص.
فقدموا عليهم أبا مسلم الخراساني داعيا إلى بني العباس، فبعث أبو مسلم دعاته في بلاد خراسان، وأمير خراسان الأموي نصر بن سيار الكناني مشغول بقتال جديع الكرماني، وشيبان بن سلمة الحروري.
ثم لبس أبو مسلم وسليمان بن كثير وزعماء الدعوة العباسية لباس السواد، وصار شعارهم، وأقبل الناس من كل جانب، وكثر جيشهم، ثم بعث نصر بن سيار خيلا عظيمةً لمحاربة أبي مسلم، وذلك بعد ظهوره بثمانية عشر شهرا، فأرسل أبو مسلم إليهم مالك بن الهيثم الخزاعي، فالتقوا فدعاهم مالك إلى الدخول في دعوتهم فأبوا ذلك، فجاء إلى مالك مدد فقوي فظفر بهم مالك، وكان هذا أول موقف اقتتل فيه جند بني العباس وجند بني أمية، ثم بعد ذلك بعث أبو مسلم خازم بن خزيمة التميمي على مرو الروذ، وقتل عاملها الأموي بشر بن جعفر السعدي، ثم بعث أبو مسلم إلى هراة النضر بن نعيم، فأخذها من عاملها الأموي عيسى بن عقيل الليثي، وجاء عاملها إلى نصر هاربا، ثم وجه أبو مسلم أبا داود إلى بلخ فأخذها من عاملها الأموي زياد بن عبد الرحمن القشيري.
ثم في سنة 131 هـ وجه أبو مسلم قحطبة بن شبيب إلى نيسابور لقتال نصر بن سيار، فالتقوا مع تميم بن نصر بن سيار وقد وجهه أبوه لقتالهم في طوس، وكان أبو مسلم بعث إلى قحطبة مدد أخر نحو عشرة آلاف فارس، عليهم علي بن معقل، فأقتتلوا في معركة طاحنة قتل فيها تميم بن نصر ومعه من جيشة سبعة عشر الف رجل، ثم إن يزيد بن عمر بن هبيرة والي مروان على العراق بعث سرية مددا لنصر بن سيار، فالتقى معهم قحطبة، فاقتتلوا قتالا شديدا فانهزم جند بني أمية، وقتل من أهل الشام وغيرهم عشرة آلاف، منهم: نباتة بن حنظلة الكلابي عامل جرجان، فبعث قحطبة برأسه إلى أبي مسلم.
```
ثم وجَّه 
قحطبة بن شبيب
 أحد دعاة بنو العباس ولده 
الحسن بن قحطبة
 إلى قومس لقتال نصر بن سيار، وأمده بالأمداد، ثم ارتحل نصر إلى 
الري
، فأقام بها يومين ثم مرض فسار منها إلى 
همدان
، فلما وصل مدينة 
ساوة
 توفي فيها لمضي ثنتي عشرة ليلة خلت من 
ربيع الأول
 في سنة 
131 هـ
، وعمره خمس وثمانين سنة.
```

لما مات نصر تمكن أبو مسلم وأصحابه من بلاد خراسان كلها، وسار قحطبة من جرجان، وقدَّم أمامه، زياد بن زرارة القشيري، وكان قد ندم على اتباع أبي مسلم، فترك الجيش وأخذ جماعة معه وسلك طريق أصبهان ليذهب إلى القائد الأموي عامر بن ضبارة المري، وكان ابن ضبارة شجاعا فاتكا، فبعث قحطبة وراء زياد بن زارة جيشا فقتلوا عامة أصحابه، ثم فتح الحسن بن قحطبة قومس، ثم بعث قحطبة ابنه إلى الري، فافتتحها، فأقام بها قحطبة.
ثم ارتحل أبو مسلم من مرو فنزل نيسابور، وبعث قحطبة بعد دخوله الري ابنه الحسن أمامه إلى همدان، فلما اقترب منها خرج منها مالك بن أدهم وجماعة من أجناد الشام وخراسان، فنزلوا نهاوند، فافتتح الحسن همدان ثم سار وراءهم إلى نهاوند، وبعث إليه أبوه بالأمداد فحاصرهم حتى افتتحها.
بعد سقوط مدن خراسان بيد العباسيين، كتب يزيد ابن هبيرة والي العراق الاموي إلى عامر بن ضبارة المري أن يسير إلى قحطبة وأمده بالعساكر، فسار ابن ضبارة حتى التقى مع قحطبة في عشرين ألفا، فلما تواجه الفريقان رفع قحطبة وأصحابه المصاحف ونادى المنادي: يا أهل الشام ! إنا ندعوكم إلى ما في هذا المصحف، فشتموا المنادي وشتموا قحطبة، فأمر قحطبة أصحابه أن يحملوا عليهم، فلم يكن بينهم كبير قتال حتى انهزم أصحاب ابن ضبارة، واتبعهم أصحاب قحطبة فقتلوا منهم خلقا، وقتلوا ابن ضبارة في العسكر لشجاعته حيث إنه لم يهرب، وسئل ابن ضبارة عن داوود بن يزيد بن هبيرة، فقالوا هرب، فقال لعن الله شرنا منقلبا، فقاتل حتى قتل.
ثم حاصر قحطبة نهاوند حصارا شديدا حتى طلب أهل الشام الذين فيها أن يفتحوا له الابواب، ففتحوا له وأخذوا من قحطبة منهم أمانا، فقال لهم قحطبة من بها من أهل خراسان؟ - يقصد أهل خراسان الموالين لبنو امية - ثم غدر قحطبة بأهل خراسان الموالين لبنو أمية في نهاوند بعدما خرجوا ظانين أنهم في أمان، فقال قحطبة للأمراء الذين معه: كل من حصل عنده أسير من الخراسانين فليضرب عنقه وليأتنا برأسه، ففعلوا ذلك ولم يبقى ممن كان هرب من أهل خراسان من أبي مسلم إلى جيش الأمويين أحد، وأطلق الشاميين وأوفى لهم عهدهم وأخذ عليهم الميثاق أن لا يمالئوا عليه عدوا، ثم بعث قحطبة أبا عون إلى شهر زور، عن في ثلاثين ألفا فافتتحها، وقتل نائبها الأموي عثمان بن سفيان.
ثم جاز قحطبة بن شبيب الفرات ومعه الجنود، ويزيد بن عمر بن هبيرة رجل بنو امية القوي مخيم على فم الفرات مما يلي الفلوجة، وقد أمده مروان بجنود كثيرة، وانضاف إليه كل من انهزم من جيش عامر بن ضبارة، ثم إن قحطبة أتجه إلى الكوفة ليأخذها، فاتبعه ابن هبيرة، ثم اقتتلوا قتالا شديدا وكثر القتل في الفريقين، ثم ولى أهل الشام منهزمين واتبعهم أهل خراسان، وفقد قحطبة من الناس فأخبرهم رجل أنه قتل وأوصى أن يكون أمير الناس من بعده ولده الحسن، ولم يكن الحسن حاضرا، فبايعوا أبنه حميد بن قحطبة، وكان الذي قتل قحطبة في المعركة هو معن بن زائدة، ويحيى بن حضين.
عندما جاء الحسن بن قحطبة سار نحو الكوفة، وقد خرج بها محمد بن خالد بن عبد الله القسري، ودعا إلى بني العباس وسوَّد، وأخرج عاملها الأموي زياد بن صالح الحارثي، وتحول محمد بن خالد إلى قصر الإمارة ثم سار لقتال القائد الأموي حوثرة بن سهيل الباهلي، فلما اقترب حوثرة من الكوفة ذهب أصحاب حوثرة إلى محمد بن خالد يبايعون لبني العباس، فلما رأى حوثرة ذلك ارتحل إلى واسط عند يزيد بن هبيرة.
بلغت مروان كل هذه الاحداث عن أبو مسلم الخراساني في خراسان والعراق، ومقتل جل قادتة الكبار أمثال عامر بن ضبارة وسلم بن أحوز ونباتة بن حنظلة الكلابي وغيرهم، وكانت الكارثة الأخرى التي حلت بمروان هي محاصرة العباسيين لواليه على العراق يزيد بن هبيرة وجيوشة في واسط، فأتجه مروان من عاصمته حران إلى نهر الزاب القريب من الموصل من أرض الجزيرة الفراتية، ثم بلغه أن أبو العباس السفاح بويع خليفة بالكوفة والتفت عليه الجنود، شق ذلك عليه جداً، فجمع مراون جنوده، ثم سار إليه أبو عون بن يزيد في جيش كثيف وهو أحد أمراء السفاح، فنازله على الزاب، ثم قال السفاح من يتولى قتال مروان من أهل بيته، فأنتدب له عمه عبد الله بن علي.
فسار عبد الله بن علي في جنود كثيرة، فتنازل له أبو عون عن القيادة، وجعل عبد الله على شرطته حياش بن حبيب الطائي، ونصير بن المحتفز، ووجه أبو العباس، موسى بن كعب في ثلاثين رجلاً على البريد إلى عبد الله بن علي يحثه على مناجزة مروان، والمبادرة لقتاله قبل أن تبرد نيران الحرب.
فتقدم عبد الله بن علي بجنوده حتى واجه جيش مروان، ونهض مروان في جنوده وتصافَّ الفريقان في أول النهار، وكان مع مروان جيش ضخم.
فقال مروان لعبد العزيز بن عمر بن عبد العزيز: إن زالت الشمس يومئذ ولم يقاتلونا كنا نحن الذين ندفعها إلى عيسى بن مريم، وإن قاتلونا قبل الزوال فإنا لله وإنا إليه راجعون.
ثم أرسل مروان إلى عبد الله بن علي يسأله الموادعة، فقال عبد الله: كذب ابن زريق، لا تزول الشمس حتى أوطئه الخيل، إن شاء الله.
وكان ذلك يوم السبت لإحدى عشر ليلة خلت من جمادى الآخرة عام 132 هـ ، فقال مروان: قفوا لا تبتدئون بقتال، وجعل ينظر إلى الشمس، ولكن خالفه ابن عمه الوليد بن معاوية بن مروان بن الحكم وهاجم جيش العباسيين - والوليد هو : ختن مروان على ابنته - فغضب مروان فشتمه فقاتل الوليد بن معاوية أهل الميمنة فأنحاز أبو عون إلى عبد الله بن علي، فقاتل موسى بن كعب لعبد الله بن علي، فأمر الناس فنزلوا ونودي: الأرض الأرض.
فنزلوا وأشرعوا الرماح وجثوا على الركب وقاتلوهم، وجعل أهل الشام يتأخرون كأنما يدفعون، وجعل عبد الله يمشي قدماً، وجعل يقول: يا رب حتى متى نقتل فيك ؟
ونادى يا أهل خراسان ! يا لثارات إبراهيم الإمام، يا محمد يا منصور، واشتد القتال جداً بين الناس، فلا تسمع إلا وقعاً كالمرازب على النحاس، فأرسل مروان إلى قبيلة قضاعة يأمرهم بالنزول فقالوا: قل لبني سليم فلينزلوا.
وأرسل إلى قبيلة السكاسك من كندة أن احملوا فقالوا: قل لبني عامر أن يحملوا.
فأرسل إلى قبيلة السكون من كندة أن احملوا فقالوا: قل إلى غطفان فليحملوا.
فقال لصاحب شرطته: انزل، إلا أن صاحب الشرطة رفض.
ثم انهزم أهل الشام واتبعتهم أهل خراسان يقتلون ويأسرون، وكان من غرق من أهل الشام أكثر ممن قتل وكان في جملة من غرق إبراهيم بن الوليد بن عبد الملك المخلوع، وقد أمر عبد الله بن علي بعقد الجسر، واستخراج من غرق في الماء، وجعل يتلو قوله تعالى: {وَإِذْ فَرَقْنَا بِكُمُ الْبَحْرَ فَأَنْجَيْنَاكُمْ وَأَغْرَقْنَا آلَ فِرْعَوْنَ وَأَنْتُمْ تَنْظُرُونَ} [البقرة: 50].
وأقام عبد الله بن علي في موضع المعركة سبعة أيام، وقد قال رجل من ولد سعيد بن العاص في مروان يعيره في فراره:
ثم احتاز عبد الله على معسكر مروان ومافيه من الأموال والأمتعة والحواصل، ولم يجد فيه امرأة سوى جارية كانت لعبد الله بن مروان، وكتب إلى أبي العباس السفاح بما فتح الله عليه من النصر، وما حصل لهم من الأموال.
فصلى السفاح ركعتين شكراً لله عز وجل، وأطلق لكل من حضر الوقعة خمسمائة خمسمائة، ورفع في أرزاقهم إلى ثمانين، وجعل يتلو قوله: {فَلَمَّا فَصَلَ طَالُوتُ بِالْجُنُودِ}.

## نهاية مروان ودولته
سار عبد الله بن علي خلف مروان بعد الهزيمة بمن معه من الجنود، وذلك بأمر السفاح، فلما مر مروان بحران اجتازها وأخرج أبا محمد السفياني من سجنه، واستخلف عليها أبان بن يزيد - وهو ابن أخته وزوج ابنته أم عثمان - فلما قدم عبد الله على حران خرج إليه أبان بن يزيد يلبس السواد شعار بنو العباس، فأمنه عبد الله بن علي وأقره على عمله، وهدم الدار التي سجن فيها إبراهيم الإمام، واجتاز مروان قنسرين إلى حمص، فلما جاءها خرج إليه أهلها بالأسواق، فأقام بها يومين ثم غادرها، فلما رأى أهل حمص قلة من معه اتبعوه ليقتلوه ونهبوا ما معه، وقالوا: مرعوب مهزوم.
فأدركوه في وادي عند حمص فوضع لهم مروان كمينا عليه أميران، فلما تلاحقوا بمروان عطف عليهم فناشدهم أن يرجعوا فأبوا إلا مقاتلته، فثار القتال بينهم وثار الكمينان من ورائهم، فانهزم أهل حمص، وجاء مروان إلى دمشق وعلى نيابتها من جهته زوج ابنته الوليد بن معاوية بن مروان فتركه بها وقصد إلى مصر، وجعل عبد الله بن علي لا يمر ببلد إلا وقد سوِّدوا له، فيبايعونه ويعطهيم الأمان.
ولما وصل إلى قنسرين وصل إليه أخوه عبد الصمد بن علي في أربعة آلاف بعثهم السفاح مدداً له، ثم سار عبد الله حتى أتى حمص، ثم سار منها إلى بعلبك، ثم منها إلى دمشق من ناحية المزة فنزل بها يومين، ثم وصل إليه أخوه صالح بن علي في ثمانية آلاف مدداً من السفاح، فنزل صالح بمرج عذراء.
لما جاء عبد الله بن علي دمشق نزل على الباب الشرقي، ونزل صالح أخوه على باب الجابية، ونزل أبو عون على باب كيسان، ونزل بسام على الباب الصغير، وحميد بن قحطبة على باب توما، وعبد الصمد ويحيى بن صفوان والعباس بن يزيد على باب الفراديس، فحاصرها أياماً ثم فتحها يوم الأربعاء لعشر خلون من رمضان من سنة 132 هـ، فقتل من أهلها خلقاً كثيراً وأباحها ثلاث ساعات، وهدم سورها.
قال محمد بن سليمان بن عبد الله النوفلي : كنت مع عبد الله بن علي أول ما دخل دمشق، دخلها بالسيف، وأباح القتل فيها ثلاث ساعات، وجعل جامعها سبعين يوماً إسطبلاً لدوابه وجماله، ثم نبش قبور بني أمية فلم يجد في قبر معاوية إلا خيطاً أسود مثل الهباء، ونبش قبر عبد الملك بن مروان فوجد جمجمته، وكان يجد في القبر العضو بعد العضو، إلا هشام بن عبد الملك وجده صحيحاً لم يبلى منه غير أرنبة أنفه، فضربه بالسياط وهو ميت وصلبه أياماً ثم أحرقه ودقَّ رماده ثم ذره في الريح، وذلك أن هشام كان قد ضرب أخاه محمد بن علي، حين كان قد اتهم بقتل ولد له صغير، سبعمائة سوط، ثم نفاه إلى الحميمة بالبلقاء.
قال: ثم تتبع عبد الله بن علي بني أمية من أولاد الخلفاء وغيرهم، فقتل منهم في يوم واحد اثنين وتسعين ألفاً عند نهر بالرملة.
ثم سار وراء مروان فنزل على نهر الكسوة، ووجه يحيى بن جعفر الهاشمي نائباً على دمشق ثم سار فنزل مرج الروم، ثم أتى نهر أبي فطرس فوجد مروان قد هرب لمصر، وجاءه كتاب السفاح: ابعث صالح بن علي في طلب مروان وأقم أنت في الشام نائباً عليها.
فسار صالح يطلب مروان، فنزل على ساحل البحر وجمع ما هناك من السفن وبلغه أن مروان قد نزل الفرما.
ثم أتى صالح بن علي العريش، ثم سار إلى الصعيد، لكن مروان عبر النيل وقطع الجسر وحرق ما حوله من العلف والطعام، ومضى صالح في طلبه.
فالتقى بخيل لمروان فهزمهم، ثم جعل كلما التقوا مع خيل لمروان يهزمزنهم حتى سألوا بعض من أسروا عن مروان فدلهم عليه، وإذا به في كنيسة أبو صير فوافوه من آخر الليل، فانهزم من مع مروان من الجند وخرج إليهم مروان في نفر يسير معه فأحاطوا به حتى قتلوه، حيث طعنه رجل من أهل البصرة يقال له: معود، ولا يعرفه حتى صاح رجل من أنصار مراون وقال: قتل أمير المؤمنين.
فابتدره رجل من أهل الكوفة كان يبيع الرمان فاحتز رأسه، فبعث به عامر بن إسماعيل أمير هذه السرية إلى أبي عون، فبعث به أبو عون إلى صالح بن علي فبعث به صالح مع رجل يقال له: خزيمة بن يزيد بن هانئ كان على شرطته، للسفاح.
كان مقتل مروان يوم الأحد لثلاث بقين من ذي الحجة عام 132 هـ، وكانت خلافته خمس سنين وعشرة أشهر، وله من العمر 60 سنة، وهرب ابناه عبد الله وعبيد الله إلى النوبة ، ولعبيد الله قصة شهيرة مع ملك النوبة الذي أخرجه من بلاده قبل أن يظفر به بنو العباس ، وهرب عبد الله ، ثم بعد مدة، ظفر به أبو جعفر المنصور، فاعتقله، ولم يقتله.

## صفات مروان وأخباره
هو مروان بن محمد بن مروان بن الحكم بن أبي العاص بن أمية بن عبد شمس بن عبد مناف بن قصي بن كلاب بن مرة بن كعب بن لؤي بن غالب بن فهر بن مالك بن النضر بن كنانة بن خزيمة بن مدركة بن إلياس بن مضر بن نزار بن معد بن عدنان.
بويع له بالخلافة بعد قتل الوليد بن يزيد، وبعد موت يزيد بن الوليد، ثم قدم دمشق وخلع إبراهيم بن الوليد، واستمر له الأمر حتى مقتلة، وكان يقال له مروان الجعدي، نسبة إلى رأي الجعد بن درهم، ولقبوه بالحمار لصبره في الحروب، ويقال: أصبر في الحرب من حمار، وكان مروان بطلا شجاعا داهية ، رزينا ، جبارا ، يصل السير بالسرى ، ولا يجف له لبد ، دوخ الخوارج بالجزيرة الفراتية . وكان أبيض مشرباً بحمرة، أزرق العينين، كبير اللحية، ضخم الهامة، ربعة الجسم، ولم يكن يخضب لحيته لا بالحناء ولا الكتان ويتركها بيضاء.
في بداية ظهور مروان السياسي، ولاه الخليفة هشام بن عبد الملك نيابة أذربيجان وأرمينيا والجزيرة الفراتية في سنة 114 هـ، ففتح بلاد كثيرة وحصوناً متعددة، وكان لا يفارق الغزو في سبيل الله، وقاتل طوائف من الناس من الترك والخزر واللان والأرمن والروم والصقا البة وغيرهم، فكسرهم وقهرهم، وقد كان شجاعاً بطلاً مقداماً حازم الرأي لولا أن جنده خذلوه في أخر أمره أمام العباسيين، لما له من الحكمة، حتى أنه أخذ الخلافة بشجاعته وصرامته.
كان مروان كثير المروءة كثير العجب، يعجبه اللهو والطرب، ولكنه كان ينشغل عن ذلك بالحروب، وكتب مروان بن محمد إلى جارية له تركها بالرملة عند ذهابه إلى مصر هارباً:
قيل جلس مروان يوماً وقد أحيط به وعلى رأسه خادم له قائم، فقال مروان لبعض من يخاطبه: ألا ترى ما نحن فيه؟ لهفي على أيد ما ذكرت، ونعم ما شكرت، ودولة ما نصرت، فقال الخادم: يا أمير المؤمنين! من ترك القليل حتى يكثر، والصغير حتى يكبر، والخفي حتى يظهر، وأخر فعل اليوم لغد، حل به أكثر من هذا، فقال مروان: هذا القول أشد عليَّ من فقد الخلافة.